# Andreaea regularis
Andreaea regularis är en bladmossart som beskrevs av C. Müller in Neumayer 1890. Andreaea regularis ingår i släktet sotmossor, och familjen Andreaeaceae. Inga underarter finns listade i Catalogue of Life.